# Liste des sénateurs du Finistère

## Sénateurs du Finistère sous laVeRépublique
| Nom               | Parti             | Groupe parlementaire      | Prise de fonction | Réélections                         | Fin de mandat     |
| ----------------- | ----------------- | ------------------------- | ----------------- | ----------------------------------- | ----------------- |
| Jean Fichoux      |                   | Républicains indépendants | 26 avril 1959     |                                     | 1er octobre 1962  |
| Yves Hamon        | MRP               | RPCD (1965-1968)          | 26 avril 1959     | 23 septembre 1962                   | 1er octobre 1971  |
| Yves Hamon        | MRP               | UCDP (1968-1971)          | 26 avril 1959     | 23 septembre 1962                   | 1er octobre 1971  |
| André Monteil     | MRP               | RPCD (1959-1968)          | 26 avril 1959     | 23 septembre 1962                   | 1er octobre 1971  |
| André Monteil     | MRP               | UCDP (1968-1971)          | 26 avril 1959     | 23 septembre 1962                   | 1er octobre 1971  |
| André Colin       | MRP               | RP (1959-1965)            | 26 avril 1959     | 23 septembre 1962                   | 29 août 1978 (†)  |
| André Colin       | MRP               | RPCD (1965-1968)          | 26 avril 1959     | 23 septembre 1962                   | 29 août 1978 (†)  |
| André Colin       | MRP               | UCDP (1968-1978)          | 26 avril 1959     | 26 septembre 1971                   | 29 août 1978 (†)  |
| Louis Guillou     |                   | UCDP                      | 23 septembre 1962 |                                     | 1er octobre 1971  |
| Louis Orvoën      |                   | UCDP                      | 1er octobre 1971  |                                     | 1er octobre 1980  |
| Georges Lombard   |                   | UC                        | 1er octobre 1971  | 28 septembre 1980                   | 24 septembre 1989 |
| Édouard Le Jeune  |                   | UC                        | 1er octobre 1971  | 28 septembre 1980                   | 27 septembre 1998 |
| Édouard Le Jeune  | 24 septembre 1989 | UC                        | 1er octobre 1971  |                                     | 27 septembre 1998 |
| François Prigent  |                   | UCDP                      | 30 août 1978      |                                     | 28 septembre 1980 |
| Marc Bécam        | RPR               | RPR                       | 29 septembre 1980 |                                     | 28 septembre 1986 |
| Alphonse Arzel    | UDF               | UC                        | 29 septembre 1980 | 24 septembre 1989                   | 27 septembre 1998 |
| Alain Gérard      | RPR (1986-2002)   | RPR (1986-2002)           | 29 septembre 1986 | 24 septembre 1989                   | 21 septembre 2008 |
| Alain Gérard      | UMP (2002-2008)   | UMP (2002-2008)           | 29 septembre 1986 | 27 septembre 1998                   | 21 septembre 2008 |
| Jacques de Menou  | RPR               | RPR                       | 25 septembre 1989 |                                     | 27 septembre 1998 |
| Yolande Boyer     | PS                | SOC                       | 28 septembre 1998 |                                     | 21 septembre 2008 |
| Louis Le Pensec   | PS                | SOC                       | 28 septembre 1998 |                                     | 21 septembre 2008 |
| François Marc     | PS                | SOC                       | 28 septembre 1998 | 22 septembre 2008 28 septembre 2014 | 25 septembre 2017 |
| Maryvonne Blondin | PS                | SOC                       | 22 septembre 2008 | 28 septembre 2014                   | 1er octobre 2020  |
| Jean-Luc Fichet   | PS                | SOC                       | 22 septembre 2008 |                                     | 28 septembre 2014 |
| Philippe Paul     | UMP → LR          | Ratt. REP                 | 1er octobre 2008  | 28 septembre 2014 27 septembre 2020 |                   |
| Michel Canévet    | UDI               | UC                        | 1er octobre 2014  | 27 septembre 2020                   |                   |
| Jean-Luc Fichet   | PS                | SER                       | 25 septembre 2017 | 27 septembre 2020                   |                   |
| Nadège Havet      | LREM → RE         | RDPI                      | 1er octobre 2020  |                                     |                   |

## Sénateurs du Finistère sous laIVeRépublique
| Nom                    | Prise de fonction | Fin de mandat |
| ---------------------- | ----------------- | ------------- |
| Albert Jaouen          | 1946              | 1948          |
| Jules Hippolyte Masson | 1946              | 1955          |
| Antoine Vourc'h        | 1946              | 1955          |
| Yves Jaouen            | 1946              | 1959          |
| Joseph Pinvidic        | 1948              | 1951          |
| Yves Le Bot            | 1951              | 1959          |
| Jean-Louis Rolland     | 1955              | 1959          |
| Xavier Trellu          | 1955              | 1959          |

## Sénateurs duFinistèresous laIIIeRépublique
| Nom                                | Prise de fonction | Fin de mandat |
| ---------------------------------- | ----------------- | ------------- |
| Émile Forsanz                      | 1876              | 1882          |
| François Marie Monjaret de Kerjégu | 1876              | 1882          |
| Arnold de Raismes                  | 1876              | 1894          |
| François Soubigou                  | 1876              | 1894          |
| Hippolyte Halna du Fretay          | 1882              | 1893          |
| Édouard Le Guen                    | 1882              | 1894          |
| Joseph Astor                       | 1890              | 1894          |
| Louis Delobeau                     | 1893              | 1912          |
| Pierre Drouillard                  | 1894              | 1895          |
| Corentin Halléguen                 | 1894              | 1899          |
| Alexis Savary                      | 1894              | 1899          |
| Armand Rousseau                    | 1895              | 1896          |
| Henri Ponthier de Chamaillard      | 1897              | 1908          |
| Arsène Lambert                     | 1900              | 1901          |
| Louis Pichon                       | 1900              | 1916          |
| Adolphe Porquier                   | 1901              | 1903          |
| Jules de Cuverville                | 1901              | 1912          |
| Armand Gassis                      | 1903              | 1912          |
| Jules Fortin                       | 1908              | 1930          |
| Louis Hémon                        | 1912              | 1914          |
| François-Émile Villiers            | 1912              | 1921          |
| Maurice Fenoux                     | 1912              | 1930          |
| Louis Le Guillou de Penanros       | 1914              | 1920          |
| Théodore Le Hars                   | 1920              | 1928          |
| Albert Louppe                      | 1921              | 1927          |
| Ferdinand Lancien                  | 1921              | 1945          |
| Yves Guillemot                     | 1927              | 1939          |
| Georges Le Bail                    | 1928              | 1937          |
| Jules Le Louédec                   | 1930              | 1931          |
| Yves Tanguy                        | 1931              | 1939          |
| Victor Le Gorgeu                   | 1931              | 1945          |
| Jacques Queinnec                   | 1937              | 1945          |
| François Halna du Fretay           | 1939              | 1945          |
| Olivier Le Jeune                   | 1939              | 1945          |